# Paddy's Lake
Paddy's Lake är en sjö i Kanada.   Den ligger i countyt Hastings County och provinsen Ontario, i den sydöstra delen av landet, 170 km väster om huvudstaden Ottawa. Paddy's Lake ligger 316 meter över havet. Den ligger vid sjön Steenburg Lake.
I omgivningarna runt Paddy's Lake växer i huvudsak blandskog. Trakten runt Paddy's Lake är nära nog obefolkad, med mindre än två invånare per kvadratkilometer.